# Kusha (hindouisme)
Pour les articles homonymes, voir Kusha.
Desmostachya bipinnata

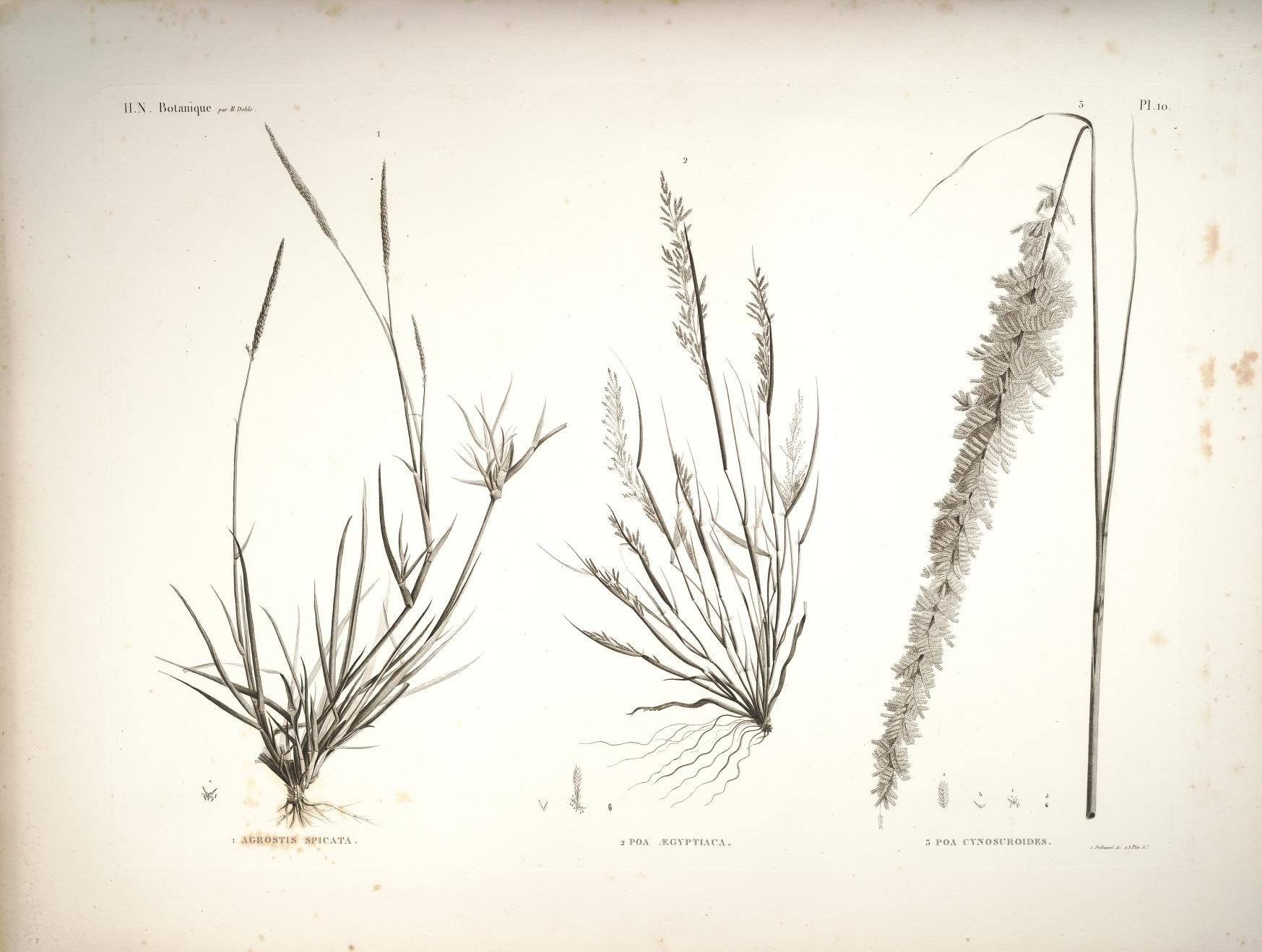
Kusha (Desmostachya bipinnata) (à droite) dans la Description de l'Égypte (1813).

Le Kusha, ou darbha (Desmostachya bipinnata L.), est une herbe vivace de la famille des Poaceae répandue de l'Afrique du Nord jusqu'à la Thaïlande.
Dans l'hindouisme, c'est une plante sacrée utilisée pour ses vertus médicinales et les rituels védiques, notamment lors des rituels avec le feu, les yajnas.